# Ergani
Ergani là một huyện thuộc tỉnh Diyarbakır, Thổ Nhĩ Kỳ. Huyện có diện tích 1468 km² và dân số thời điểm năm 2007 là 109678 người, mật độ 75 người/km².